# Galaxy Song
"Galaxy Song", pocas veces reconocida como "Universe Song" es una canción de los Monty Python escrita por Eric Idle, que la compuso junto a John Du Prez. La canción apareció por primera vez en la película de 1983 El sentido de la vida y fue dispuesto en el marcado más tarde en el álbum Monty Python Sings. En 2014 la canción apareció de nuevo en el escenario en Monty Python Live (Mostly).
La canción apareció originalmente durante el sketch "Trasplantes de órganos vivos". El cirujano (John Cleese), al no poder convencer a la señora Brown (Terry Jones) para donar su hígado, abre las puertas del refrigerador para revelar un hombre que llevaba un vestido de color rosa por la mañana (Idle) que la acompaña por el espacio exterior cantando sobre el universo. Esto lleva a la señora Brown a estar de acuerdo con la propuesta del cirujano.

## Premisa y sinopsis

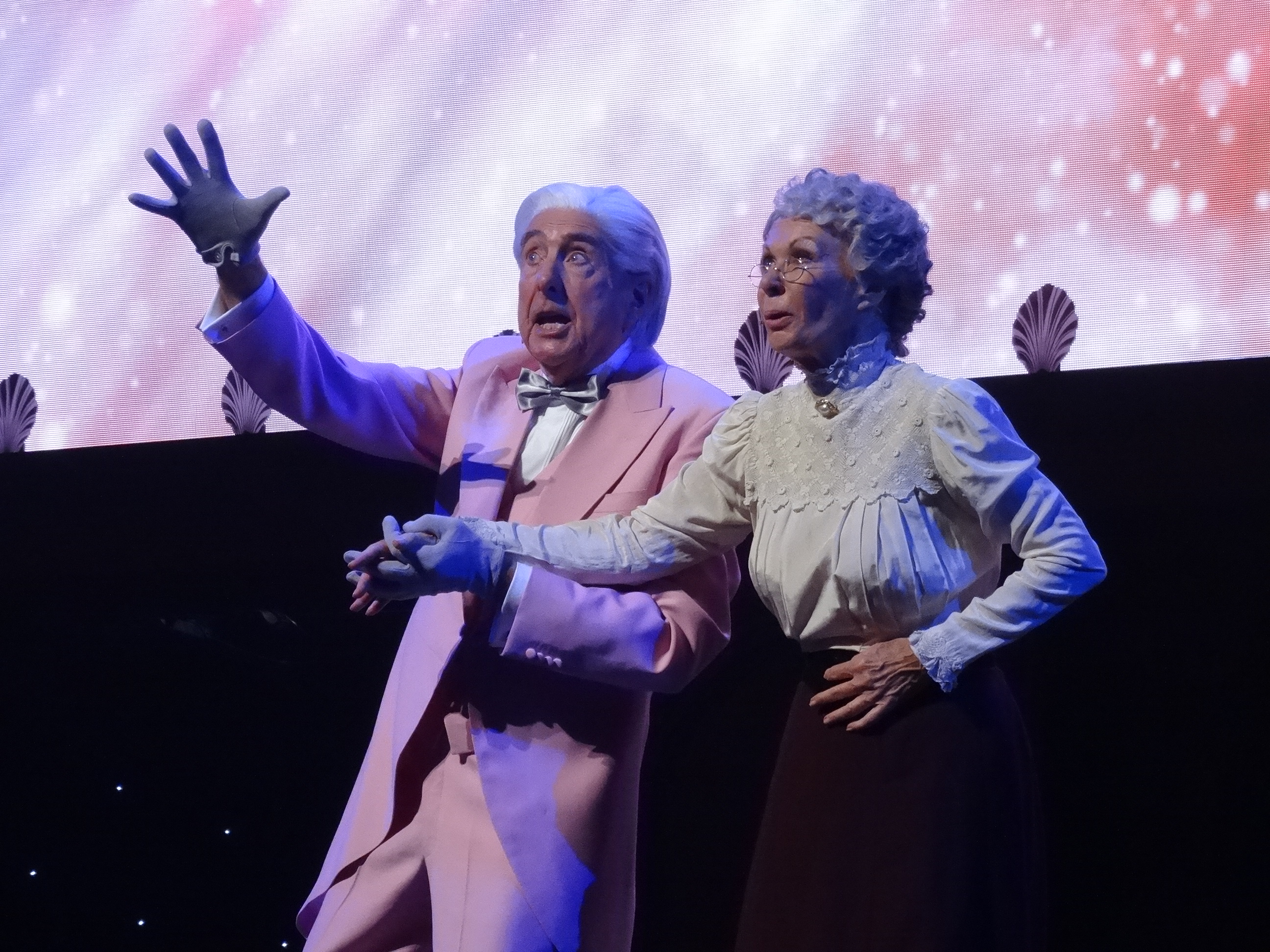
Eric Idle y Carol Cleveland cantando el sencillo en Monty Python Live (Mostly).

La canción debutó originalmente durante un sketch cómico llamado "Trasplantes de órganos en vida". El cirujano (John Cleese), al no poder convencer a la señora Brown (Terry Jones) para que done su hígado, abre las puertas de su refrigerador para revelar un hombre que lleva un chaqué de color rosa (Eric Idle). El hombre acompaña a la señora Brown por el espacio exterior mientras canta varios datos sobre la galaxia. El resultado final de la canción (compuesta por un conjunto de instrumentos y sintetizadores y, en la película, una imagen animada por ordenador de una mujer dando a luz) es que en el gran esquema del universo, la probabilidad de la existencia de la señora Brown es casi nula, por lo que el hombre dice "rece para que haya vida inteligente en algún lugar en el espacio, porque aquí en la Tierra todo es desgraciado". El cantante vuelve a la nevera, y en ese momento la señora Brown admite que el cantante la convence de entregar a su hígado.